# Константинополь
Ця стаття розповідає про історичне місто з 330 по 1453 роки. Щоб переглянути статтю про місто-попередник у грецькі та ранні римські часи див. Візантій. Про Константинополь у добу Османської імперії та сучасне місто див. Стамбул.

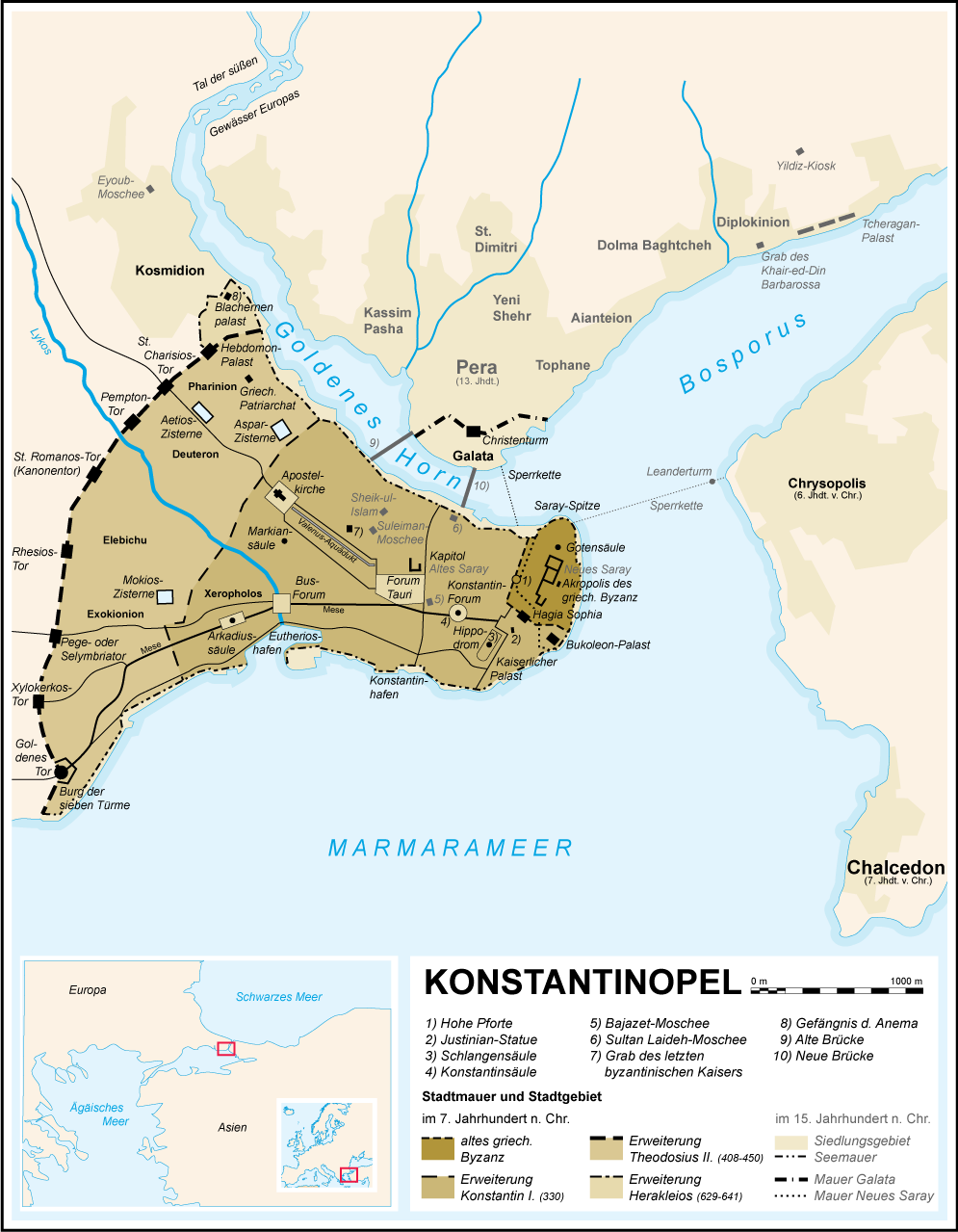
Мапа Константинополя у візантійську добу (написи на мапі — німецькою мовою).

Константинополь, Костянтинополь, Царгород (дав.-гр. Κωνσταντινούπολη, лат. Constantinopolis, тур. قسطنطينيه Kostantiniyye, İstanbul, у скандинавських сагах Miklagarðr) — місто на європейському березі Босфору в місці, де він поєднується із затокою Золотий Ріг. Столиця Східної Римської, потім Візантійської імперії, заснована у 324—330 рр. імператором Костянтином І Великим.

## Історія

### Візантій
Місто засноване у 667 року до н. е. мегарцями на чолі з Бізасом (Бізантом), на честь якого місто отримало назву Візантій.
У 512 — 478 році до н. е. — під владою Персії. Після звільнення увійшов до складу Афінської архе. У 411 — 409 і 405 — 389 роках до н. е. — тимчасово перебував під контролем Спарти, у 364 році до н. е. — Фів. У 357 році до н. е. остаточно виходить із підпорядкування Афін.
У 340 році до н. е. Візантій взяв в облогу Філіпп II Македонський, але місто вистояло, з Александром Великим візантійці, натомість, підтримували приязні стосунки і навіть допомагали йому кораблями. У 227 році до н. е. місто атакували кельти (галати), які згодом оселилися на північному березі Золотого Рогу.
У 146 році до н. е. Візантій уклав союзний договір із Римом, у 74 р. до н. е. — увійшов до складу Римської республіки
У 193 році місто після трирічної облоги було захоплене Септимієм Севером. Він наказав зруйнувати міські мури і позбавити Візантій усіх пільг і привілеїв.

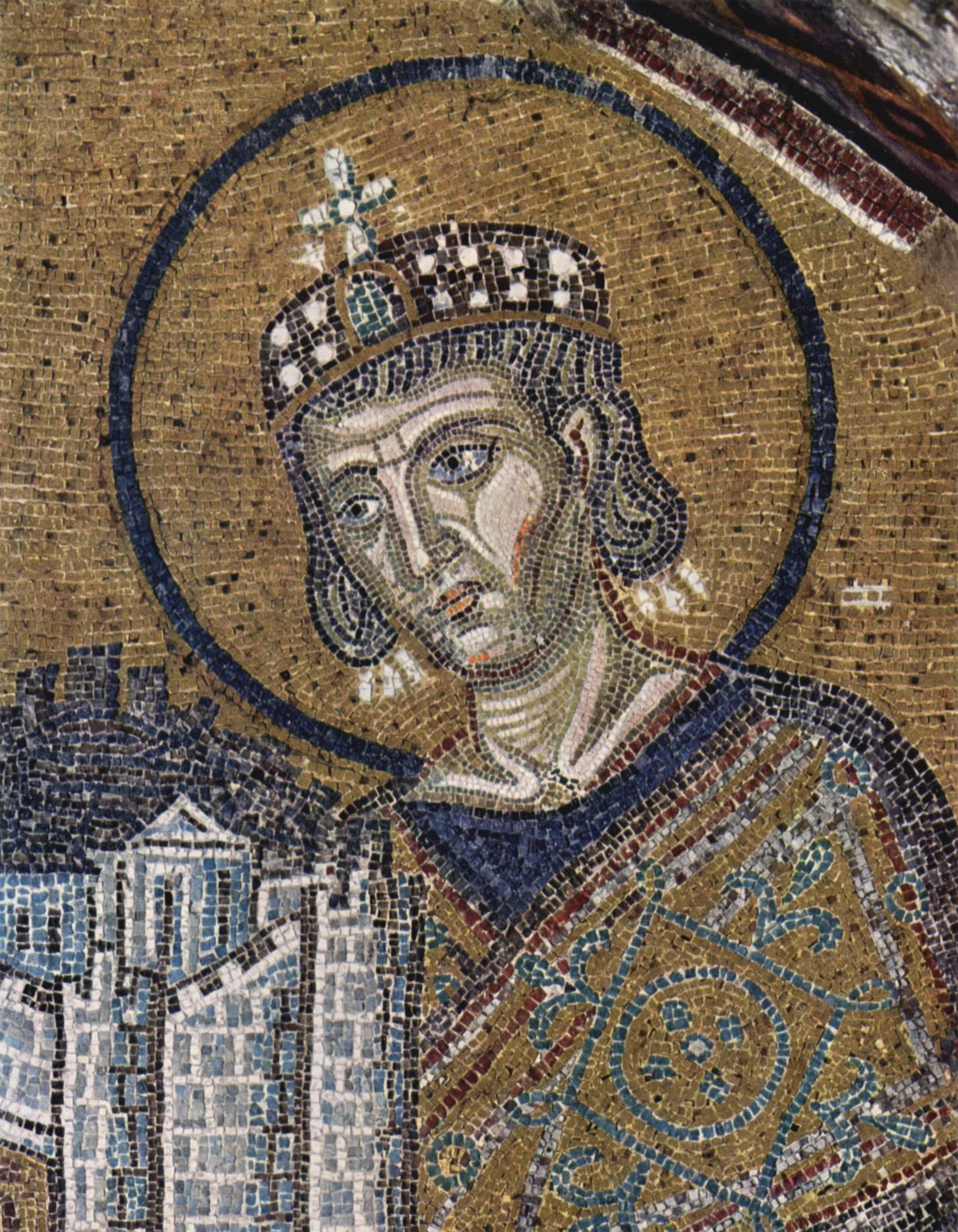
Костянтин Великий (мозаїка Св. Софії)

### Доба Костянтина і його нащадків
У 324 році Костянтин Великий розпочав будівництво на місці Візантія «Нового Риму», що згодом на честь імператора отримав назву Константинополь. Офіційно столицю імперії на береги Босфора перенесли 11 травня 330 року.
Костянтин дбав про розбудову міста, заохочуючи переселятись до нього представників панівних верств, торговців і ремісників з усієї імперії. За час його правління у Константинополі було зведено 30 палаців і храмів, 4 тисячі великих житлових будинків, по півтори сотні лазень і пекарень, 8 водогонів, 2 театри, цирк і новий іподром.
За нащадків Костянтина державною релігією стає християнство. Натомість спалахує запекла боротьба між прихильниками нікейського символу віри і аріанами, що у 342 році призвела навіть до вуличних заворушень у Константинополі. Імператор Феодосій I рішуче стає на бік нікейців. Рішенням скликаного ним другого Вселенського Собору (381 р.) за єпископом (патріархом) Константинополя, як єпископом «Нового Риму», було визнане друге місце «по честі» після єпископа Римського або «Старого Риму» серед інших християнських ієрархів.
Після смерті імператора Феодосія І у 395 році Римська імперія остаточно розпалася навпіл. Константинополь стає столицею Східної або ж Ромейської (Візантійської) імперії. Як і на Заході у державні справи починають активно втручатися ватажки варварських племен, що їх імператори змушені були взяти собі на службу. Проте 12 липня 400 року мешканці Константинополя із зброєю в руках виганяють з міста готів. У 404 р. спалахує повстання на підтримку Івана Золотоустого. У 408 — «хлібний бунт».
Місто швидко зростає, вже наприкінці IV сторіччя будинки почали зводити навіть за межами міських мурів, збудованих Костянтином. У 412 році Константинополь і його оборонні споруди постраждали від землетрусу. 
Після потрясіння від битви при Адріанополі в 378 році, в якій імператор Валент із цвітом римської армії був знищений вестготами протягом кількох днів, влада міста почала думати про власну обороноздатність. Тому в 413–414 роках за наказом Феодосія II побудувані 18-метрові заввишки потрійні фортифікаційні стіни, які неможливо було знищити до появи пороху. Феодосій також заснував університет біля Таврського форуму 27 лютого 425 року.
Приблизно в цей час на Дунаї з’явився Улдін, новий лідер гунів, який суттєво просунувся у Фракію. Його покинули багато послідовників, що приєдналися до римлян, щоб відтіснити короля на північ від річки. Після цього побудовані нові стіни для захисту міста, а флот на Дунаї суттєво покращився.
Після того, як варвари захопили Західну Римську імперію, Константинополь став беззаперечною столицею. Імператори більше не перебували постійно між різними палацами і залишалися у Великому Місті, звідки й посилали генералів командувати своїми арміями. Багатства східного Середземномор'я та західної Азії хлинули до Константинополя.

### Світанок середньовіччя
Найвищого розквіту Візантія досягла за часів імператора Юстиніана І (527–565). Щоправда, нескінченні війни вимагали надзвичайного напруження сил і значною мірою спровокували потужне повстання, що отримало назву «Ніка» (січень 532 року) Але врешті імператор лише зміцнив свою владу. Аби заспокоїти мешканців Константинополя, Юстиніан розгорнув у столиці нечуване за масштабами будівництво. За п'ять років (532–537) був зведений собор Святої Софії — найбільший у світі християнський храм. За рахунок нових оборонних мурів межі міста були розширені (зокрема, за рахунок кварталу Влахерни), перебудований великий імператорський палац, побудований Буколеон (за деякими даними — перебудований) і церква Святих Сергія і Вакха.

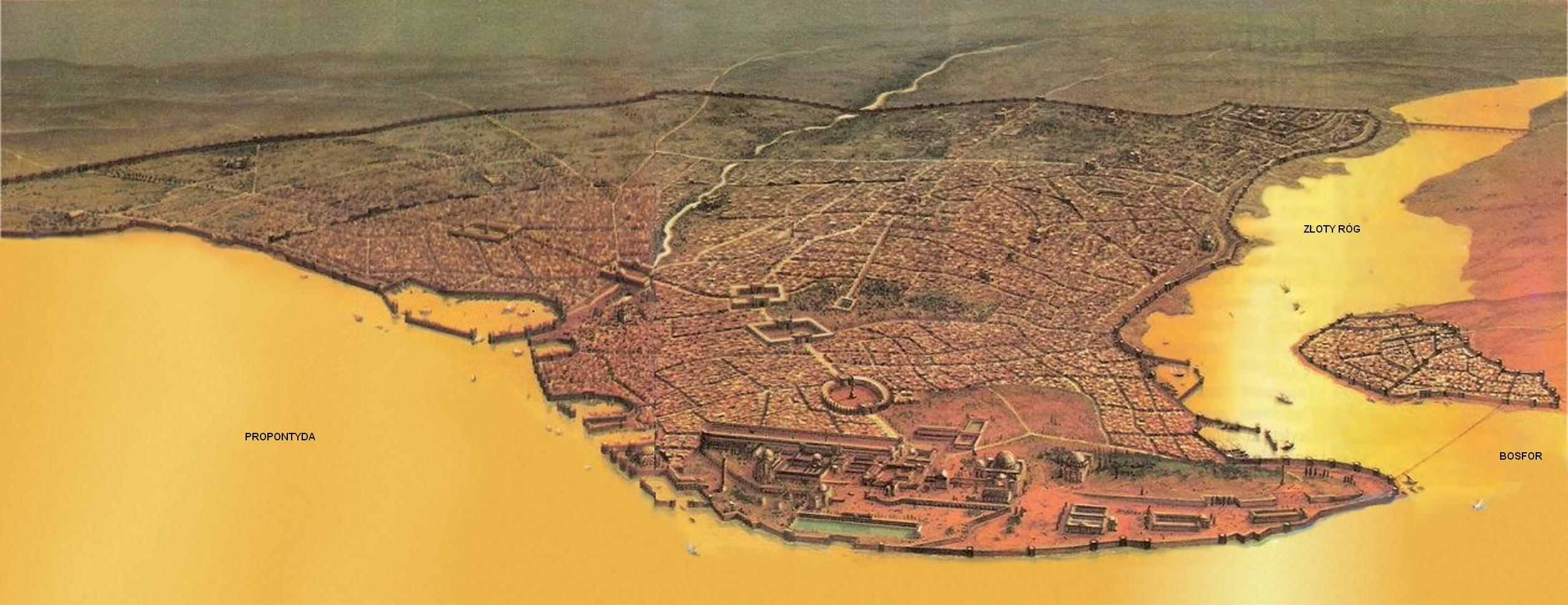
Загальний вигляд Константинополя за доби Юстиніана I (реконструкція)

Після смерті Юстиніана, імперія увійшла до смуги занепаду і громадянських конфліктів. Кульмінацією стало коротке, але криваве правління імператора Фоки, що спирався на підтримку столичної голоти і солдатів. Страти аристократів, однак, не забезпечили константинопольцям ситого життя. Після кількох невдалих повстань проти узурпатора, Фока був скинутий новим імператором Іраклієм, правління якого цілком пішло на перебудову державного устрою імперії і боротьбу із зовнішніми ворогами. У 625–626 Константинополь пережив важку облогу — із сходу під його мурами стояли перси, із заходу — авари.
А вже через кілька десятиріч Візантія втратила Єгипет, Сирію і Палестину, які перейшли під владу арабів, і остаточно перетворившись на грецьку державу.
Саме за Іраклія грецька стала і офіційною мовою імперії. Оскільки ж східні патріархії — Олександрійська, Антіохійська, Єрусалимська — опинилися під владою іновірців, перша роль у православній церкві остаточно перейшла до константинопольського патріарха.

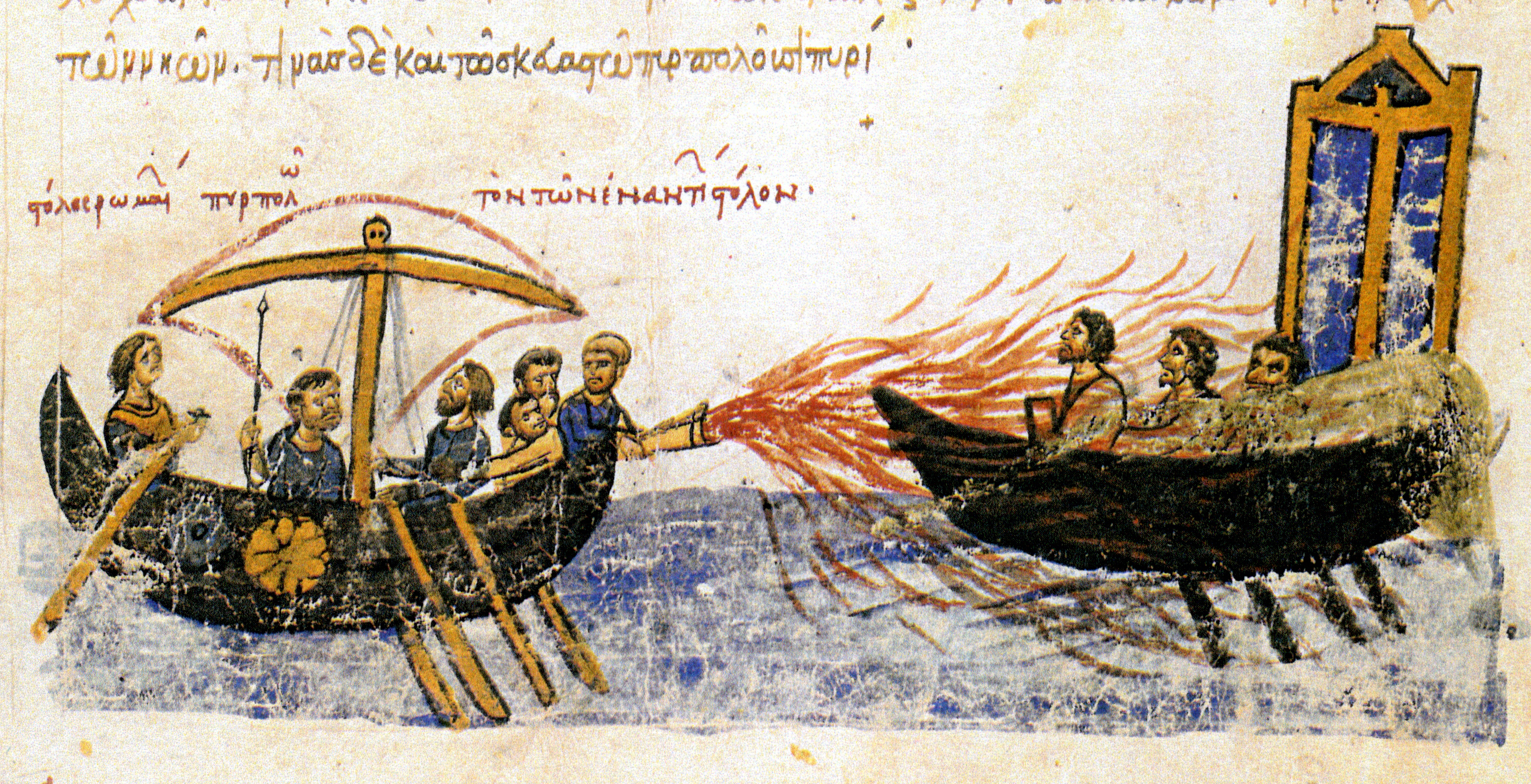
Візантійці відбивають напад арабів за допомогою «грецького вогню»

Константинополь постійно перебував під військовою загрозою. У 670, 674–678, 717–718 рр. Константинополь брали в облогу араби, у 698 році його здобули і пограбували самі візантійці — супротивники імператора Леонтія, 705 року біля мурів столиці з'явилися болгари, яким відкрив ворота сам імператор Юстиніан II. З 726 до 843 року Константинополь перебував у епіцентрі громадянських воєн між іконоборцями і прихильниками шанування ікон. 
У 730-х роках Лев III Ісавр провів масштабний ремонт Феодосійських стін, які були пошкоджені частими та жорстокими нападами; ця робота фінансувалася спеціальним податком з усіх підданих імперії.
У 740 місто стало жертвою великого землетрусу. Відновлення постраждалих будинків затягнулося на кілька десятиріч. У 821 році столицю намагалися захопити повстанці на чолі з Фомою Слов'янином, у 860 — Константинополь ледь не здобули руси, яких швидше за все очолював київський князь Аскольд.
Лише з приходом до влади у 867 році Македонської династії становище в імперії певним чином стабілізувалося і столицю поступово почали відновлювати і розбудовувати. Була реставрована Свята Софія, оновлені монастирі, підняті з руїн церкви Богородиці Халкопратийської і Святого Лаврентія. За часів Романа Лакапіна був зведений палац Мірелейон, який після смерті імператора перетворили на жіночий монастир.

### Царгород і Русь
Напад 860 року став першим, але не останнім походом київських князів на Константинополь. Збереглися відомості про експедиції 874, 907 (тільки в київському літописі, тому деякі історики вважають розповідь про «щит Олега на воротах Царгорода» легендою), 944, 1043 років. З візантійцями воювали Святослав Ігорович і Володимир Великий, але вони до столиці не дісталися.
Серед військових, які служили у візантійській столиці, були й вихідці з Русі. При імператорському дворі був навіть окремий руський військовий відділ. Князі брали собі у дружини візантійських принцес. В XI — XII ст. Царгород був також місцем своєрідного заслання, так князь Мстислав Володимирович відправив у 1129 до міста п'ять полоцьких князів разом із їхніми родинами, більшість з них залишилася в Константинополі.

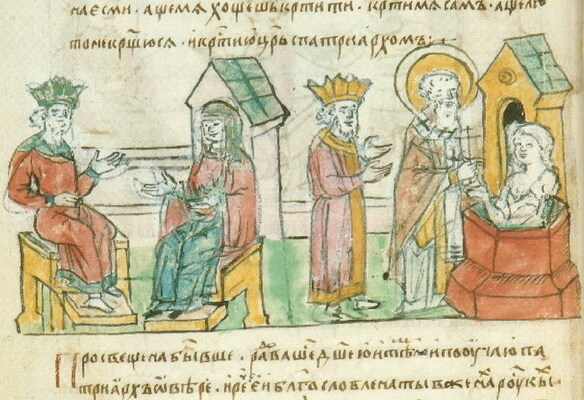
Княгиня Ольга у Царгороді. Миніатюра з Радзивилівського літопису

З Русі до візантійської столиці привозили хутра, мед, віск, смолу, бурштин, невільників, а купували шовкові тканини, металеві вироби, вина, предмети розкоші. Руські купці користувалися у візантійській столиці привілеями, усталеними русько-візантійськими договорами 911, 944, 971 років. Вони мешкали в окремому кварталі поблизу монастиря Св. Мамонта.
Особливу роль Константинополь зіграв у хрещенні Русі. За деякими даними саме у візантійській столиці хрестився князь Аскольд. У 957 р. місто відвідала княгиня Ольга, яку приймав і навернув до християнства імператор Констянтин VII Багрянородний. З Царгорода були надіслані священики, які 988 року хрестили Володимира Великого і його підданих. Не дивно, що з часу свого заснування і до XVII ст. Київська митрополія перебувала у канонічній юрисдикції Константинопольської патріархії, яка посилала на Русь митрополитів.
Разом із християнством Русь перебрала і візантійську культуру та мистецтво. Розбудова Києва за Володимира Великого та Ярослава Мудрого здійснювалася за константинопольськими зразками. Спорудження й оздоблення церков, зокрема Софії Київської, а також княжих палаців, Золотих Воріт, виконували грецькі майстри та маляри. Найславніша ікона Богоматері з Вишгорода (відома як Володимирська) є творінням царгородських митців.
У 9-10 століттях населення Константинополя становило від 500 000 до 800 000 осіб.

### Турки і хрестоносці
В 1054 році християнська церква остаточно розкололася. Константинополь стає столицею не лише імперії, але й усього православного світу, проте його вплив прямо залежить від сили візантійських володарів. Але імперія саме в цей час починає хилитися до занепаду. Після перемоги під Манцикертом в 1071 році над імператором Романом IV Діогеном турецькі султани з династії Сельджуків захоплюють Малу Азію. Східний кордон імперії відсувається майже до передмість Константинополя.
За часів Комнінів місто перебудовується, зводиться монастир Христа Пантократора, церкви Богородиці Паммакрісті, Богородиці Кіріотісси, Христа Пантепопта, Святої Феодосії, Святого Феодора, імператорський двір остаточно перебирається до Влахернського палацу.

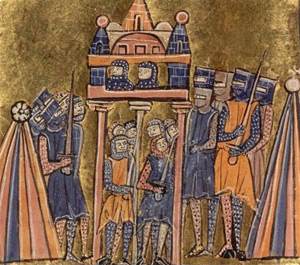
Хрестоносці біля міських мурів (1097)

Для боротьби з турками Олексій I Комнін змушений був звернутися по допомогу до хрестоносців. Проте вони мали власні плани щодо «східного Риму». Учасники першого Хрестового походу билися з візантійцями перед самим Константинополем і навіть на міських мурах, не зважаючи на те, що імперія офіційно була їхньою союзницею. Тому імператор поквапився якнайшвидше перевезти лицарів на інший бік Босфора. Поява у Сирії і Палестині Єрусалимського королівства і активне просування на Схід італійських конкурентів — венеційців, генуезців, пізанців завдали удару по економіці візантійської столиці — суттєво скоротилися навіть митні і портові збори. Невдоволений цим Андронік I Комнін у 1183 р. скасував привілеї італійських торгівців і вигнав їх за межі імперії. Але це призвело лише до посилення зовнішнього втручання.

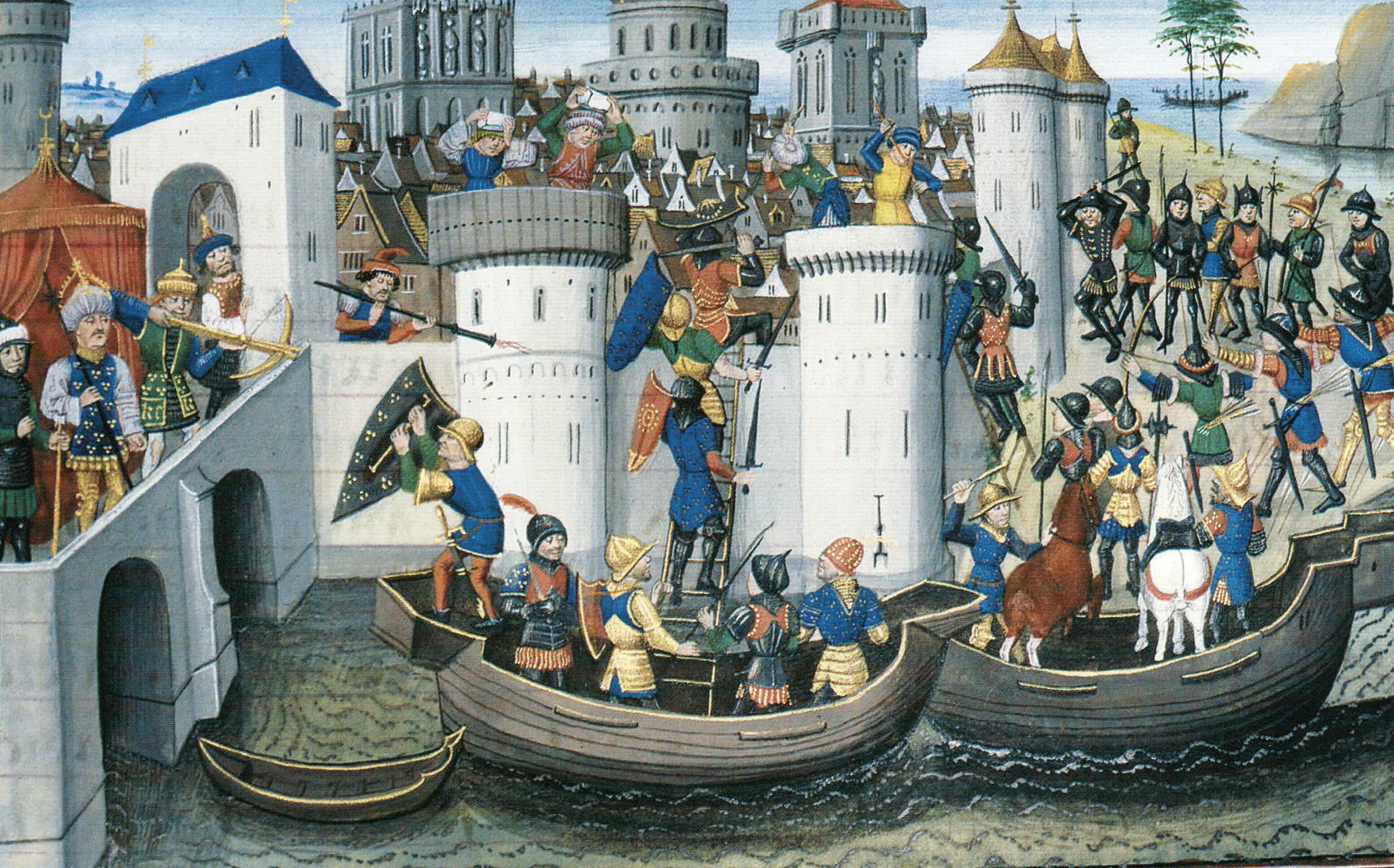
Штурм Константинополя хрестоносцями (1204)

За іноземної допомоги Комнінів змінила династія Ангелів. В 1204 році відсторонений від влади син імператора Ісаака II втік до Венеції і запропонував дожу Енріко Дандоло спрямувати хрестоносців на Константинополь. Західні лицарі домоглися повернення Ісаака II і його сина під іменем Олексія IV, але мешканці столиці з цим не змирилися. Під час повстання обидва володарі загинули. Тоді хрестоносці 13 квітня 1204 року взяли місто штурмом та піддали його грабунку і вогню.
Візантійська імперія була ліквідована. Константинополь став столицею нової держави, що отримала назву Латинська імперія. Імператором був оголошений Балдуїн I Фландрський. У місті був фактично встановлений окупаційний режим. Будівництво припинилося, усе більш-менш цінне було вивезене до Венеції та інших західноєвропейських держав, на продаж були розібрані навіть дахи деяких церков і великого імператорського палацу, після чого імператор Балдуїн II змушений був перенести свою резиденцію до монастиря Пантократора.
Повернути собі Константинополь грекам вдалося лише 15 липня 1261 року, коли місто відкрило браму перед володарем Нікейської імперії Михаїлом VIII Палеологом. Він формально відновив Візантійську імперію і став засновником останньої династії візантійських імператорів.

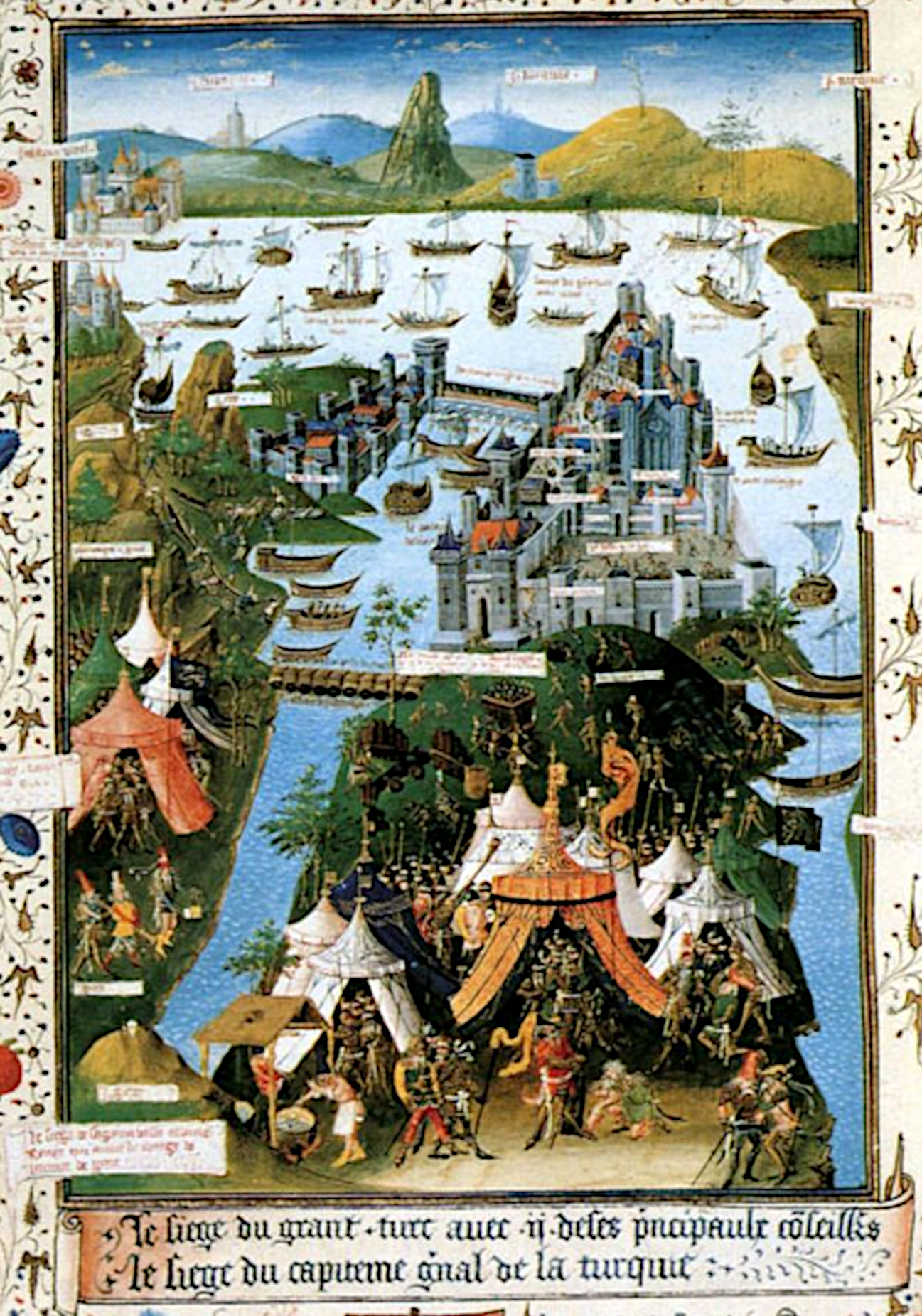
Облога Константинополя (французький малюнок 1455 р.)

### Доба Палеологів. Здобуття Константинополя Мехмедом II
Відновити колишню потугу Палеологам не вдалося. Південнослов'янські царства відокремилися і в їхніх літописах для держави з столицею в Царгороді вживається назва Грецьке царство (а не Ромейська імперія). Держава і її столиця були втягнуті у постійні конфлікти. Левова частина торгівлі потрапила до рук генуезців, які фактично створили у Галаті власну колонію. Надходження до державної скарбниці постійно зменшувалися, і імператори залежали від позик, що їм надавали італійці. Константинополь занепадав, його населення скорочувалося. Особливо відчутним відтік мешканців став тоді, коли сусідні султани з династії Османів почали об'єднувати під своєю владою до того розрізнені турецькі князівства Малої Азії та поступово захоплювати візантійські міста і провінції.

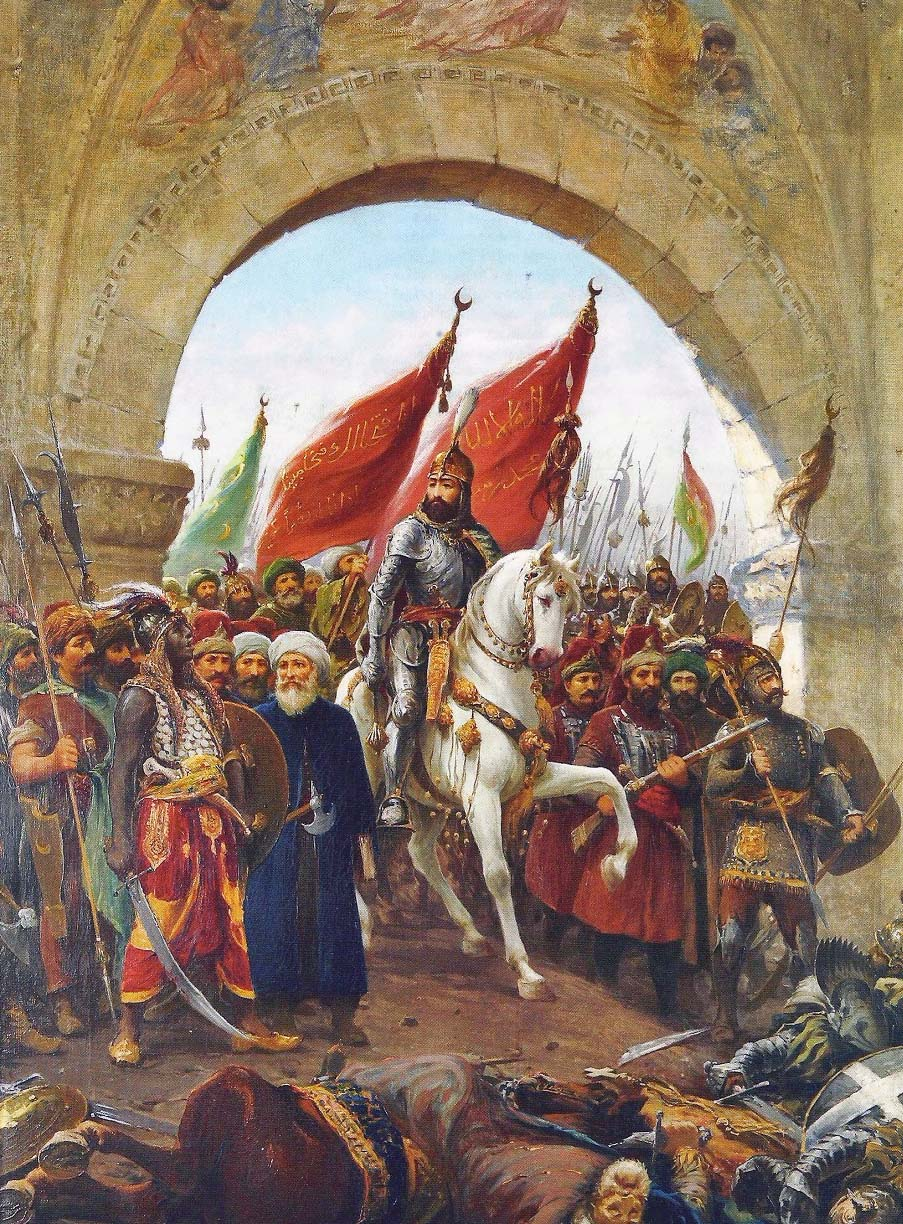
Вступ військ Мехмеда до Константинополя

До кінця XIV сторіччя Константинополь опинився у кільці турецьких володінь. У 1394 році місто вперше було взято в облогу османським султаном (Баязидом I). Констанинополь вдалося відстояти, але імперія вже переживала агонію. У 1411 році Муса Челебі вдруге спробував захопити візантійську столицю. Також невдалою була для османів облога 1422 року.
29 травня 1453 року місто було взято військами османського султана Мехмеда Завойовника і у 1457-58 стало столицею імперії. Самі турки називали його на свій лад — Стамбул (тур. İstanbul), проте офіційно місто не перейменовували і навіть в офіційних документах фігурувала і назва Константинополь (тур. قسطنطينيه Konstantiniyye).

### Стамбул— від Османів до республіки
Знелюднене місто було швидко заселене. Більшість християнських церков перетворені на мечеті. Недалеко від колишнього Форуму Феодосія збудований палац (Ескі-Сарай), на місці колишнього акрополя Візантія — палац Топкапи, у центрі міста з'явився Великий базар. За часів правління Сулеймана Пишного в 1520–1566 роках місто переживає нову «золоту добу». Головний архітектор Сулеймана Сінан будує, зокрема мечеть Шах-заде (закінчена у 1548) і мечеть Сулейманіє. За часів Ахмеда I навпроти Святої Софії зводять Блакитну мечеть (1609–1616) — першу в ісламському світі мечеть із шістьма мінаретами. Величезні витрати спустошують державну скарбницю. Осман II у 1622 році, взагалі вирішив перенести столицю на схід — до Дамаску або ж Алеппо, але був вбитий яничарами.
За часів султана Селіма III (1789–1807) робляться перші спроби реформ («нізам-і джедіт»), продовжені Махмудом II і Абдул-Меджидом I («танзимат»). В 1845 році в Стамбулі збудований перший постійний Галатський міст, в 1850 році по Босфору пішли пароплави. 1846 року відкривається Сільськогосподарська школа, 1848 — перше педагогічне училище, 1850 — товариство Еджумен-і Даниш (османська Академія наук).
Після перемоги у Кримській війні резиденцію султана переносять до палацу Долмабахче, збудованого за європейським зразком. 1868 відкривається Галатасарайський ліцей. 1870 — університет.
У 1871 році в Стамбулі з'являється перша трамвайна лінія, в 1875 році — карликова лінія метро — «Тюнель». У 1889 відкривається залізничний вокзал, який приймає славнозвісний «Східний експрес» сполученням «Париж-Стамбул». Наприкінці XIX ст.. місто отримує сучасну систему електро- і водопостачання.
У 1908 р. спалахнула Молодотурецька революція. На парламентських виборах «молоді турки» здобувають тріумфальну перемогу, уся влада швидко зосереджується в руках «трійки», яку складали військовий міністр Енвер-паша, міністр поліції Талаат-Паша та військовий губернатор Стамбула Джемаль-паша. Вони втягують імперію у першу світову війну на боці Німеччини.
Після підписання Мудросського перемир'я Стамбул був окупований англійськими та французькими військами. Влада султана обмежувалася стінами його палацу. В країні спалахує нова революція, яку очолив Мустафа Кемаль. Столицею новоствореної Турецької Республіки стає Анкара, Стамбул остаточно втрачає свій столичний статус. 1930 року ухвалюють закон, який заборонив в офіційних документах і поштових відправленнях використовувати назву Константинополь. Єдиною офіційною назвою міста залишилося найменування Стамбул.

## Культура
Константинополь став найбільшим і найбагатшим міським центром у Східному Середземномор’ї в останні роки Східної Римської імперії, головним чином завдяки стратегічному положенню, тому що знаходився в центрі торгових шляхів між Егейським і Чорним морями. Він залишатиметься столицею східної, грекомовної імперії понад тисячу років. У період розквіту, який приблизно відповідає середньовіччю, це було одне з найбагатших і найбільших міст Європи. Константинополь мав потужний культурний вплив і домінував у більшій частині економічного життя Середземномор’я. Приїжджих і купців особливо вражали прекрасні монастирі та церкви міста, зокрема собор Святої Софії. 